# 红杜仲藤
红杜仲藤（学名：Parabarium chunianum）为夹竹桃科杜仲藤属下的一个种。

## 扩展阅读
- 維基物種上的相關：红杜仲藤